# 似得里鉿金介
似得里鉿金介（学名：Celtia pseudoertlii）为粗面介科鉿金介屬下的一个种。